# Rue de Rivoli
Rue de Rivoli (ulice Rivoli) je ulice v Paříži. Tvoří hranici mezi 1. obvodem (domy od č. 43 na liché straně a od č. 102 na sudé straně) a 4. obvodem (domy do č. 39 na liché straně a do č. 98 na sudé straně). Její jméno připomíná italské město Rivoli, u kterého v roce 1797 zvítězil v bitvě Napoleon Bonaparte nad Rakouskem.

## Poloha
Ulice je orientována od východu na západ. Směrem na východ na ni navazuje ulice Rue Saint-Antoine a na západě ústí na Place de la Concorde.

## Historie
O stavbě Rue de Rivoli (původně pod názvem Rue Impérial) bylo rozhodnuto 9. října 1801 podle projektu architektů Perciera a Fontaina. Její výstavba proběhla ve dvou fázích. Nejprve vznikl v letech 1806–1835 úsek od Place de la Concorde k Rue du Louvre. Tato část je charakteristická domy s podloubím. Zbývající část ulice od Rue du Louvre k Rue Malher byla postavena až za Druhého císařství při přestavbě Paříže vedené baronem Haussmannem, který takto vytvořil hlavní osu od východu na západ přes centrum města. Kvůli výstavbě byla zbořena mj. fontána de Birague.

## Významné stavby
- Věž Saint-Jacques
- Studio Comédie-Française
- Palais du Louvre
- Jardin des Tuileries
- kostel Oratoire du Louvre
- v č. 206 v roce 1857 žil Lev Nikolajevič Tolstoj

## Galerie

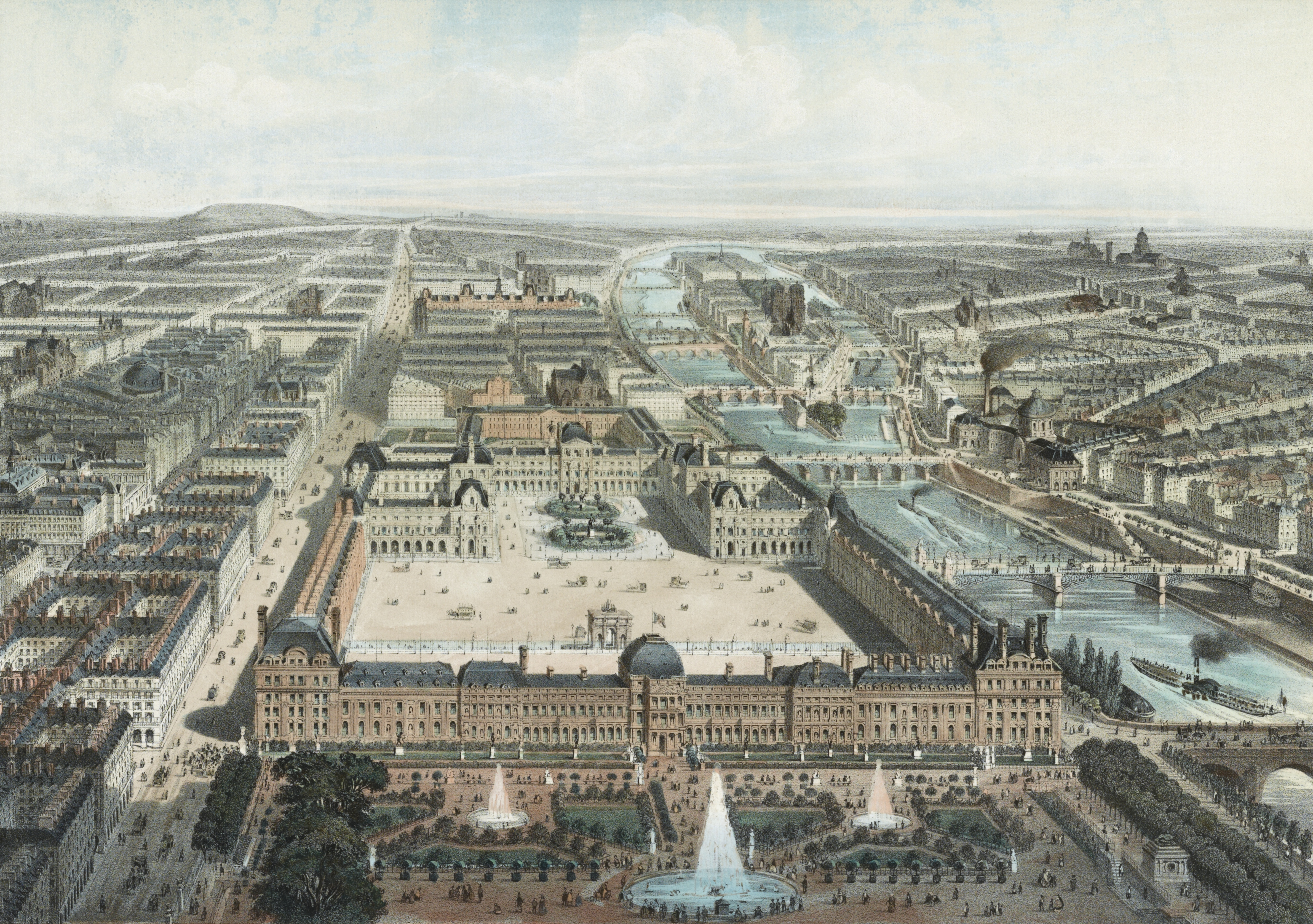
Moderní Paříž. Tuilerie, Louvre a rue de Rivoli při pohledu z Jardin des Tuileries
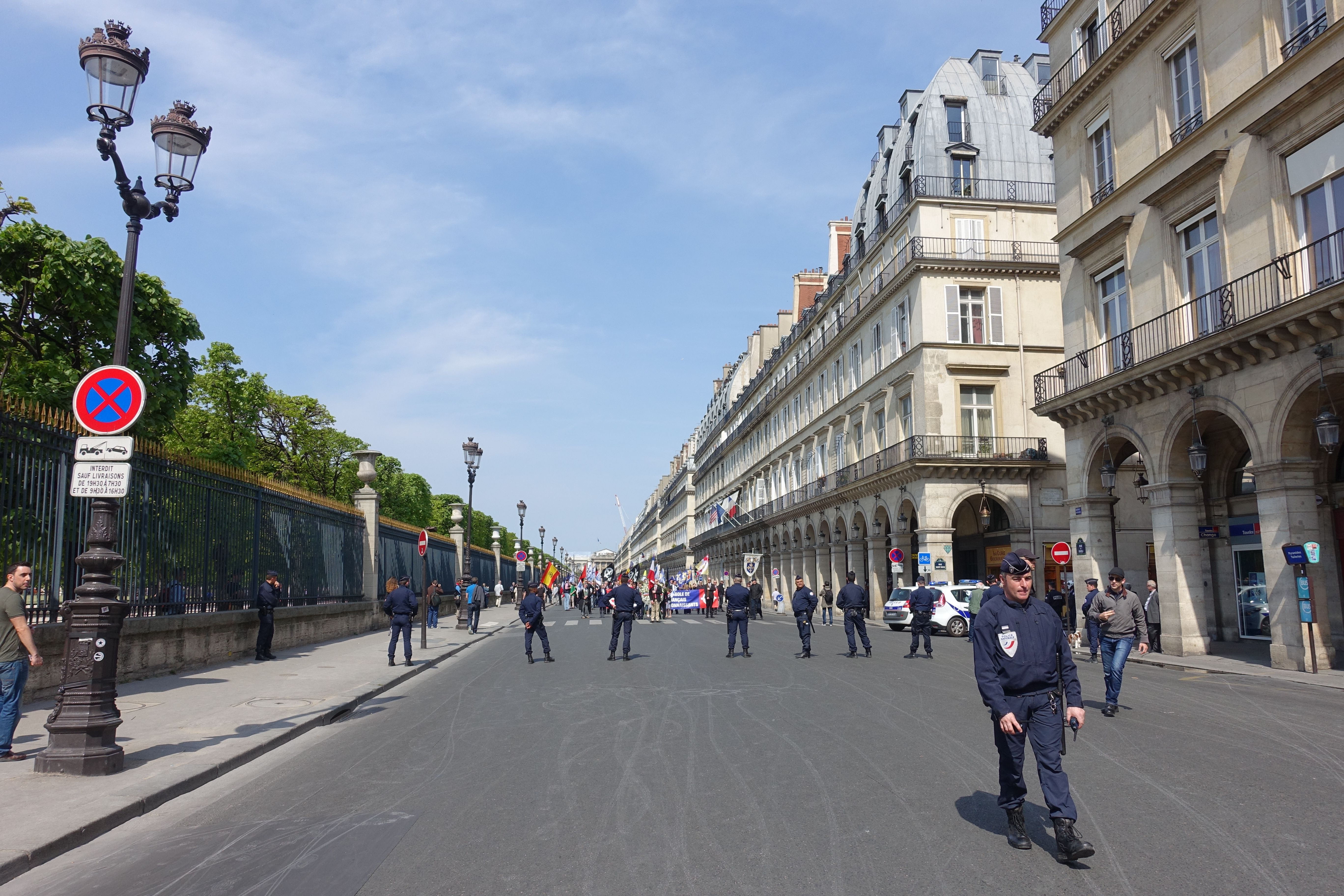
Rue de Rivoli
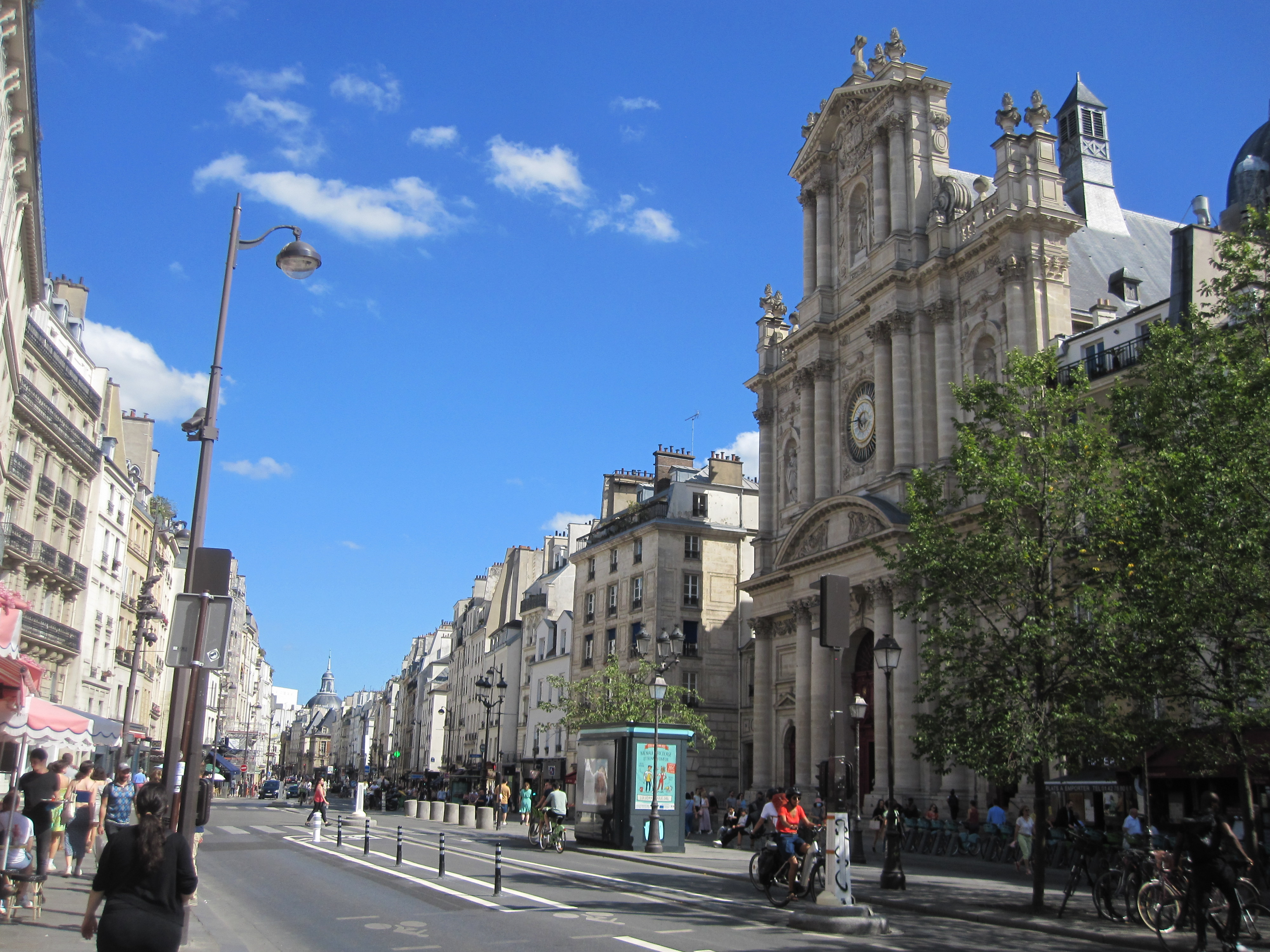
Budovy podél ulice Rue de Rivoli (s výhledem na farnost Saint-Paul, v dohledu Saint-Louis)
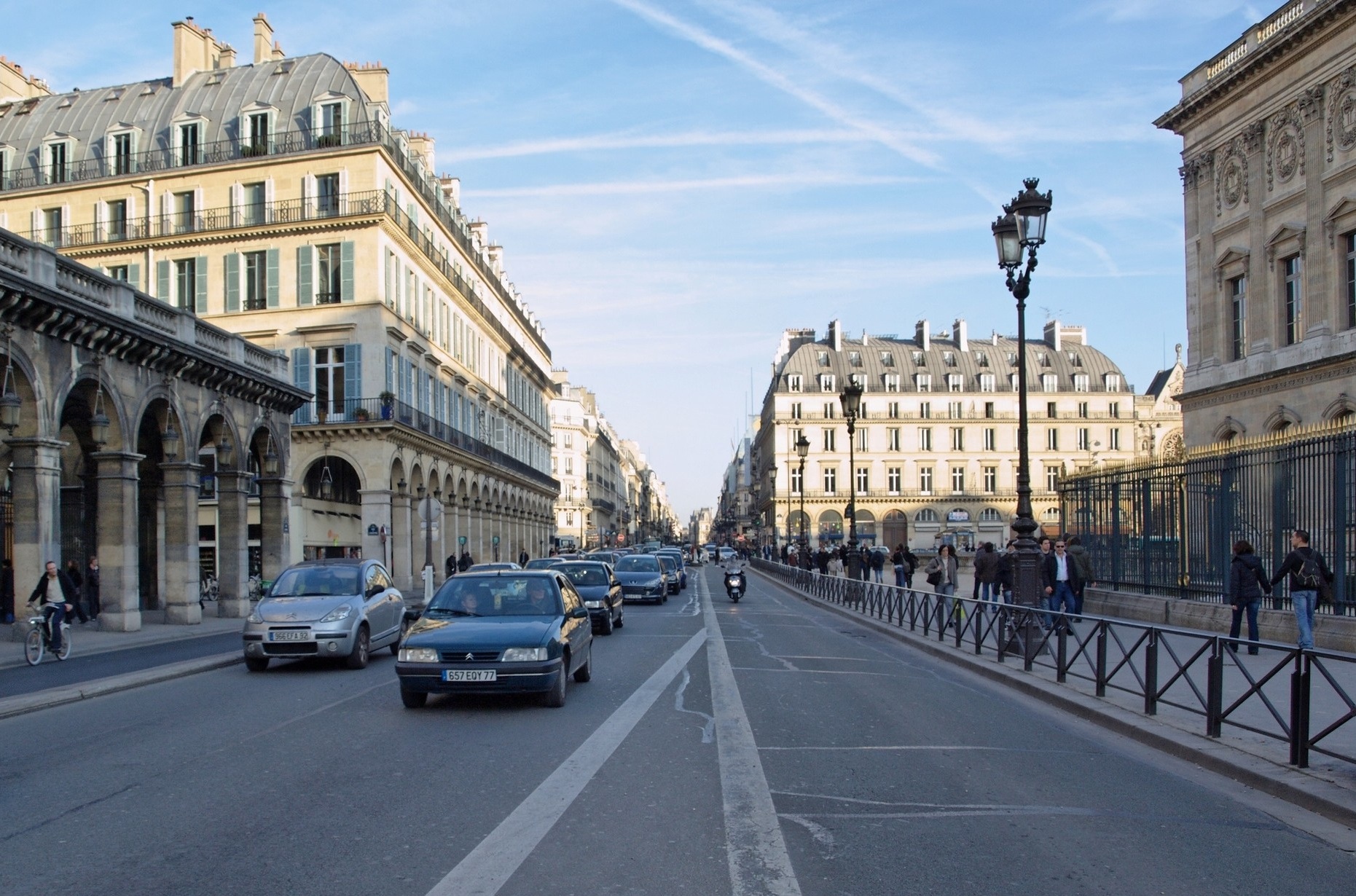
Rue de Rivoli
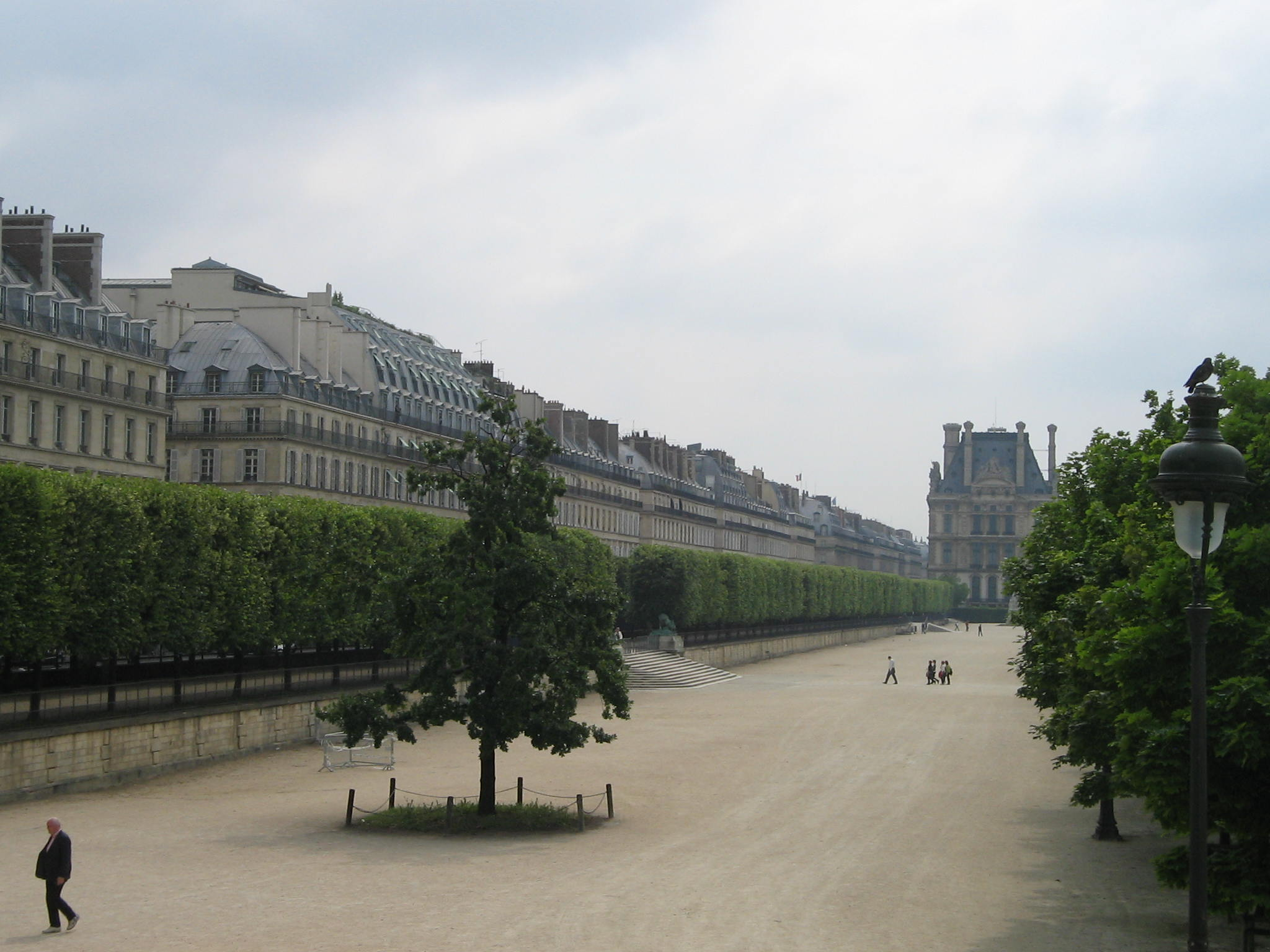
Střechy v pařížské ulici de Rivoli s Louvrem v pozadí při pohledu z Tuilerijské zahrady